# Платінум (Аляска)
Платінум (англ. Platinum) — місто (англ. city) в США, в окрузі Бетел штату Аляска. Населення — 55 осіб (2020).

## Географія
Платінум розташований за координатами 58°57′5″ пн. ш. 161°44′51″ зх. д. / 58.95139° пн. ш. 161.74750° зх. д. (58.951278, -161.747491).  За даними Бюро перепису населення США в 2010 році місто мало площу 116,85 км², з яких 116,74 км² — суходіл та 0,11 км² — водойми.

### Клімат
| Клімат : Платінум       | Клімат : Платінум | Клімат : Платінум | Клімат : Платінум | Клімат : Платінум | Клімат : Платінум | Клімат : Платінум | Клімат : Платінум | Клімат : Платінум | Клімат : Платінум | Клімат : Платінум | Клімат : Платінум | Клімат : Платінум | Клімат : Платінум |
| Показник                | Січ.              | Лют.              | Бер.              | Квіт.             | Трав.             | Черв.             | Лип.              | Серп.             | Вер.              | Жовт.             | Лист.             | Груд.             | Рік               |
| Абсолютний максимум, °C | 11,1              | 8,3               | 6,7               | 11,7              | 18,3              | 26,1              | 27,8              | 22,8              | 20,0              | 17,2              | 8,9               | 6,7               | 27,8              |
| Середній максимум, °C   | −6,3              | −6,1              | −3,9              | 0,4               | 7,0               | 11,8              | 14,2              | 13,6              | 11,0              | 4,4               | −1,1              | −7                | 3,2               |
| Середня температура, °C | −10               | −9,9              | −7,8              | −3,1              | 3,8               | 8,4               | 10,9              | 10,9              | 7,8               | 1,4               | −4,1              | −10,8             | −0,2              |
| Середній мінімум, °C    | −13,8             | −13,8             | −11,8             | −6,6              | 0,5               | 4,9               | 7,6               | 8,2               | 4,7               | −1,7              | −7,1              | −14,1             | −3,5              |
| Абсолютний мінімум, °C  | −36,7             | −35,6             | −32,2             | −23,9             | −16,7             | −0,6              | 0,0               | 0,0               | −5,6              | −14,4             | −29,4             | −33,9             | −36,7             |
| Норма опадів, мм        | 25                | 32                | 35                | 29                | 34                | 36                | 59                | 119               | 100               | 61                | 41                | 35                | 606               |
| ----------------------- | ----------------- | ----------------- | ----------------- | ----------------- | ----------------- | ----------------- | ----------------- | ----------------- | ----------------- | ----------------- | ----------------- | ----------------- | ----------------- |
| Джерело: WRCC           |                   |                   |                   |                   |                   |                   |                   |                   |                   |                   |                   |                   |                   |

## Демографія
Згідно з переписом 2010 року, у місті мешкала 61 особа в 19 домогосподарствах у складі 13 родин. Густота населення становила 1 особа/км².  Було 31 помешкання (0/км²).
Расовий склад населення:
| - 88,5 % — корінних американців - 4,9 % — білих - 1,6 % — азіатів |

До двох чи більше рас належало 4,9 %. Частка іспаномовних становила 4,9 % від усіх жителів.
За віковим діапазоном населення розподілялося таким чином: 34,4 % — особи молодші 18 років, 52,5 % — особи у віці 18—64 років, 13,1 % — особи у віці 65 років та старші. Медіана віку мешканця становила 31,3 року. На 100 осіб жіночої статі у місті припадало 154,2 чоловіків;  на 100 жінок у віці від 18 років та старших — 110,5 чоловіків також старших 18 років.
Середній дохід на одне домашнє господарство  становив 47 967 доларів США (медіана — 44 063), а середній дохід на одну сім'ю — 51 825 доларів (медіана — 44 375). За межею бідності перебувало 40,5 % осіб, у тому числі 55,0 % дітей у віці до 18 років та 0,0 % осіб у віці 65 років та старших.
Цивільне працевлаштоване населення становило 11 осіб. Основні галузі зайнятості: публічна адміністрація — 27,3 %, транспорт — 18,2 %, роздрібна торгівля — 18,2 %.